# Адміністративні послуги
Адміністративні послуги — це публічні (державні та муніципальні) послуги, що надаються органами виконавчої влади, виконавчими органами місцевого самоврядування та іншими уповноваженими суб'єктами, і надання яких пов'язане з реалізацією владних повноважень.
Поняття «адміністративна послуга» використовується, насамперед, у країнах англо-американської сім'ї права (Велика Британія, Канада, США) та в північноєвропейських країнах (Фінляндія, Швеція). І навпаки, у країнах романо-германської сім'ї права домінуючим залишається традиційний підхід нормативного визначення відносин між владою і приватними особами через використання таких категорій, як «повноваження», «функції» та «завдання» адміністративних органів. Крім того, у вітчизняній літературі часто вживалося поняття «управлінські послуги», яке, на думку І. Б. Коліушка, є менш вдалим.
Німецький проф. О. Люхтергандт під управлінськими (адміністративними) послугами розуміє «позитивні» індивідуальні акти, які приймаються з метою задоволення певних інтересів фізичних або юридичних осіб.
Адміністративні послуги є провідним засобом реалізації прав громадян у сфері виконавчої влади, адже абсолютна більшість справ, що вирішуються органами публічної адміністрації, ініціюються самими громадянами і стосуються їхніх суб'єктивних прав.
Іншими словами, підставою надання адміністративної послуги є звернення приватної сторони (громадянина) до публічної (державного або муніципального органу).

## Ознаки адміністративних послуг
Перш за все, адміністративна послуга є стандартизованою, уніфікованою, тобто надається однаково для всіх, хто звернувся по неї, маючи відповідне право.
І. Б. Коліушко виділяє такі ознаки адміністративних послуг:
1. Адміністративна послуга надається за зверненням фізичної або юридичної особи.
2. Надання адміністративних послуг пов'язане із забезпеченням юридично значущих умов для реалізації суб'єктивних прав конкретної приватної особи.
3. Адміністративні послуги надаються виключно адміністративними органами через реалізацію владних повноважень.
4. Право на отримання особою конкретної адміністративної послуги та відповідне повноваження адміністративного органу має визначатися лише законом.
5. Результатом адміністративної послуги є адміністративний акт — рішення чи юридично значуща дія адміністративного органу, яким задовольняється звернення особи.

## Види адміністративних послуг
Класифікація адміністративних послуг:
1. За рівнем встановлення повноважень щодо надання адміністративних послуг та видом правового регулювання процедури їх надання:
  1. адміністративні послуги з централізованим регулюванням (закони, акти Кабінету Міністрів);
  2. адміністративні послуги з локальним регулюванням (акти органів місцевого самоврядування);
  3. адміністративні послуги зі «змішаним» регулюванням (коли має місце одночасно і централізоване, і локальне регулювання).
2. За критерієм платності:
  1. платні послуги;
  2. безоплатні послуги.
3. За змістом публічно-службової діяльності щодо надання адміністративних послуг:
  1. реєстрація;
  2. надання дозволу (ліцензії);
  3. сертифікація;
  4. атестація;
  5. верифікація;
  6. нострифікація;
  7. легалізація (проставлення штампу Апостиль);
  8. встановлення статусу тощо.
4. За предметом (характером) питань, щодо вирішення яких звертаються приватні особи:
  1. підприємницькі (господарські) послуги;
  2. соціальні послуги;
  3. земельні послуги;
  4. будівельно-комунальні послуги тощо.[5]

## «Універсами послуг»
Розуміння юридичного змісту такого явища як адміністративні послуги дозволяє впроваджувати нові організаційні форми надання адміністративних послуг — створювати так звані «універсами послуг».
Практика «універсамів послуг» набула особливого поширення в європейських країнах. Вона передбачає зосередження представництв багатьох органів в одному приміщені або створення єдиної приймальні документів, які потім надходять до відповідного адміністративного органу, що приймає рішення. Тобто на території міста є приміщення, завітавши до якого, особа може вирішити усі свої справи, які залежать від влади: особа може одночасно звернутись і за призначенням якоїсь соціальної допомоги, і за паспортом, і за будь-чим іншим, що влада може і зобов'язана їй надати.
Перевагами «універсамів послуг» є те, що особа може, не знаючи, до якого саме органу їй потрібно звертатися, одразу прийти до такого «універсаму» і не помилитися, тому що тут приймаються до розгляду звернення за всіма адміністративними послугами.

## Якість адміністративних послуг
Якість адміністративних послуг можна оцінювати за такими критеріями:
- Результативність — задоволення потреби фізичної або юридичної особи в адміністративній послузі.
- Своєчасність — надання адміністративної послуги в установлений законом строк.
- Доступність — фактична можливість фізичних та юридичних осіб звернутися за адміністративною послугою.
- Зручність — урахування інтересів та потреб отримувачів послуг у процесі організації надання адміністративних послуг.
- Відкритість — безперешкодне одержання необхідної для отримання адміністративної послуги інформації, яка розміщується на інформаційних стендах в адміністративних органах, на їх вебсайтах, друкується в офіційних виданнях та буклетах.
- Повага до особи — ввічливе (шанобливе) ставлення до отримувача адміністративної послуги.
- Професійність — належний рівень кваліфікації працівників адміністративного органу.

Якість надання адміністративних послуг буде підвищуватися, якщо:
 — максимально децентралізувати їх надання;
 — забезпечити конкурентоспроможну оплату праці в адміністративних органах;
 — розробити стандарти надання адміністративних послуг;
 — запроваджувати сучасні форми надання адміністративних послуг.

## Адміністративні послуги в Україні

### Законодавство про адміністративні послуги
Інститут адміністративних послуг було запроваджено Концепцією адміністративної реформи, затвердженою Указом Президента України від 22 липня 1998 р.
15 лютого 2006 р. схвалено Концепцію розвитку системи надання адміністративних послуг органами виконавчої влади, яка дала сучасне визначення адміністративних послуг як важливої складової державних і муніципальних послуг.
Спроби створити Реєстр адміністративних послуг робилися протягом 2009–2011 років.
6 вересня 2012 року прийнятий Закон України «Про адміністративні послуги». Згідно з Законом, адміністративна послуга — це результат здійснення владних повноважень суб'єктом надання адміністративних послуг за заявою фізичної або юридичної особи, спрямований на набуття, зміну чи припинення прав та/або обов'язків такої особи.
Закон увів такі поняття як «інформаційна і технологічна картки адміністративної послуги», «центр надання адміністративних послуг», «Єдиний державний портал адміністративних послуг», «Реєстр адміністративних послуг».
30 січня 2013 р. затверджено Порядок ведення Реєстру адміністративних послуг (що замінив собою постанову про Реєстр адміністративних послуг 2011 року).
12 березня 2013 р. Указом Президента України затверджено Національний план дій на 2013 рік щодо впровадження Програми економічних реформ на 2010—2014 роки «Заможне суспільство, конкурентоспроможна економіка, ефективна держава». План передбачає [Архівовано 18 квітня 2013 у Wayback Machine.] широкий комплекс заходів з реформування надання адміністративних послуг (п.п. 81-84).
1 серпня 2013 р. Постановою Кабінету Міністрів України затверджено Примірний регламент центру надання адміністративних послуг. Документ регулює такі питання: вимоги до приміщення, в якому розміщується центр; інформаційна та технологічна картки адміністративних послуг; робота інформаційного підрозділу центру; керування чергою; прийняття заяви та інших документів; опрацювання справи; передача вихідного пакета документів суб'єктові звернення.
Майбутнє правового регулювання адміністративних послуг пов'язується з допрацюванням і прийняттям Адміністративно-процедурного кодексу України — масштабного зводу «належного врядування», необхідність якого задекларована Концепцією 1998 року.
З 15.12.2023 надання адміністративних послуг буде здійснюватися відповідно до Закону України «Про адміністративну процедуру» та базового Закону.

### Нормативне визначення адміністративної послуги
На сьогодні офіційним і загальноприйнятим є законодавче визначення адміністративної послуги: Адміністративна послуга — результат здійснення владних повноважень суб'єктом надання адміністративних послуг за заявою фізичної або юридичної особи, спрямований на набуття, зміну чи припинення прав та/або обов'язків такої особи відповідно до закону (п. 1 ст. 1 Закону про адміністративні послуги).
До ухвалення цього Закону, починаючи із 2007 р. було сформульовано й низку інших варіантів визначення адміністративної послуги, які і досі закріплені у чинних нормативно-правових актах України та не були замінені законодавчою дефініцією.
Одну з перших дефініцій адміністративної послуги було запропоновано у липні 2007 р. у Наказі Мінекономіки № 219, і надалі відтворено у Наказі Мінагрополітики № 195: Адміністративна послуга — результат здійснення владних повноважень адміністративним органом, що відповідно до закону забезпечує юридичне оформлення умов реалізації фізичними та юридичними особами прав, свобод і законних інтересів за їх заявою (видача дозволів (ліцензій), сертифікатів, посвідчень, проведення реєстрації тощо).
Інші визначення, закріплені впродовж 2007—2009 рр. у підзаконних актах з регулювання специфічних правовідносин, називали суб'єктів звернення по послугу (фізичну або юридичну особу) — суб'єктами господарської діяльності, за потреби уточнюючи цих суб'єктів («резидентом/нерезидентом») або ж зазначаючи конкретні різновиди адміністративних послуг («видача бланків ліцензій на добування мисливських тварин»; «видача посвідчення мисливця та контрольної картки обліку добутої дичини і порушень правил полювання») чи їх групи («…за їх заявою щодо видачі (переоформлення, внесення змін до переліків робіт діючих ліцензій, анулювання та видачі дублікатів) ліцензій на провадження господарської діяльності, пов'язаної із створенням об'єктів архітектури»).
Подальші визначення, закріплені впродовж 2011—2012 рр. до прийняття Закону, також стосувалися конкретних юридично значущих дій з боку суб'єкта владних повноважень (адміністративного органу) на користь заявників щодо їхніх суб'єктивних прав та інтересів у різних сферах правовідносин: Адміністративна послуга — це послуга, яка є результатом здійснення адміністративним органом реєстрації риболовних суден у Державному судновому реєстрі України або Судновій книзі України, внесення до них змін та видача свідоцтва про мінімальний склад екіпажу риболовного судна.
Адміністративна послуга — державна послуга, яка є результатом проведення Комісією професійної атестації відповідальних виконавців окремих видів робіт (послуг), пов'язаних із створенням об'єктів архітектури (Наказ утратив чинність).

### Приклади адміністративних послуг
Перелік неповний. Джерело — офіційні сайти відповідних органів.
| Орган публічної адміністрації (суб'єкт надання адміністративної послуги) | Адміністративна послуга |
| ------------------------------------------------------------------------ | --- |
| Міська рада                                                              | Видача довідки про користування земельною ділянкою Видача виписки з рішень засідання виконкому та сесії міської ради Оформлення права власності на будинок Видача рішення про вилучення земельної ділянки з користування за згодою власника Надання дозволу на зміну цільового призначення земельної ділянки Затвердження технічної документації щодо відведення земельної ділянки для передачі в оренду Надання дозволу на розроблення проекту відведення земельної ділянки у власність для будівництва та обслуговування житлового будинку, господарських будівель і споруд Надання дозволу на розроблення проекту відведення земельної ділянки у власність для ведення особистого селянського господарства Затвердження технічної документації із землеустрою щодо встановлення меж земельної ділянки в натурі (на місцевості) Затвердження проекту землеустрою щодо відведення земельної ділянки та надання (передачу) її у власність (користування) Надання дозволу на розробку проекту землеустрою щодо відведення земельної ділянки Видача довідок — характеристик на громадян Прийняття рішення про передачу(надання) земельних ділянок для розміщення об'єкта містобудування Видача дозволу на розміщення реклами |
| Міндоходів                                                               | Видача ліцензії Видача дубліката ліцензії Видача довідки про відсутність заборгованості з платежів до бюджету, що контролюються органами доходів і зборів Видача торгового патенту Видача довідки про набуття або підтвердження сільськогосподарським товаровиробником статусу платника фіксованого сільськогосподарського податку Видача свідоцтва платника єдиного податку Реєстрація книги обліку доходів та книги обліку доходів і витрат платникам єдиного податку Реєстрація книги обліку доходів і витрат |
| Державна міграційна служба України                                       | Видача паспорта громадянина України особам, які досягли 14-річного віку Вклеювання фотографій до паспорта громадянина України при досягненні 25- та 45-річного віку Обмін паспорта громадянина України у зв'язку зі зміною прізвища, ім'я, або по батькові Видача паспорта громадянина України замість утраченого Видача паспорта громадянина України замість викраденого Обмін паспорта громадянина України у зв'язку із встановленням розбіжностей у записах Обмін паспорта громадянина України у разі непридатності для користування |
| НКЦПФР                                                                   | Видача ліцензії на провадження професійної діяльності на фондовому ринку (ринку цінних паперів) Переоформлення ліцензії на провадження професійної діяльності на фондовому ринку (ринку цінних паперів) Видача копії ліцензії на провадження професійної діяльності на фондовому ринку (ринку цінних паперів) Видача дубліката ліцензії на провадження професійної діяльності на фондовому ринку (ринку цінних паперів) Реєстрація Правил (змін до Правил) Центрального депозитарію цінних паперів Реєстрація Правил (змін до Правил) провадження клірингової діяльності та інших внутрішніх документів (змін до них) особи, яка провадить клірингову діяльність Реєстрація правил (змін до правил) фондової біржі |
| Держземагентство України                                                 | Видача відомостей з документації із землеустрою, що включена до Державного фонду документації із землеустрою Видача витягу з технічної документації про нормативну грошову оцінку земельної ділянки Надання довідки з державної статистичної звітності про наявність земель та розподіл їх за власниками земель, землекористувачами, угіддями Реєстрація апаратури супутникових радіонавігаційних систем Висновок щодо меж географічного місця, з яким пов'язані особливі властивості, певні якості та інші характеристики товару Прийняття рішення щодо передачі земельних ділянок сільськогосподарського призначення державної власності Видача висновку про погодження документації із землеустрою |
| Районна державна адміністрація                                           | Проведення державної реєстрації юридичної особи Видача довідки з реєстру документів дозвільного характеру Видача будівельного паспорту забудови земельної ділянки Видача посвідчень особам, які одержують державну соціальну допомогу Видача висновків про можливість створення прийомної сім'ї, дитячого будинку сімейного типу |
| МОЗ                                                                      | Проведення державної реєстрації харчових продуктів спеціального дієтичного споживання, функціональних харчових продуктів та дієтичних добавок Проведення державної реєстрації (перереєстрації) дезінфекційних засобів Ліцензування на проведення дезінфекційних, дезінсекційних, дератизаційних робіт (крім робіт на об'єктах ветеринарного контролю) Ліцензування господарської діяльності з переробки донорської крові та її компонентів, виготовлення з них препаратів Ліцензування господарської діяльності з культивування рослин, включених до Переліку наркотичних засобів, психотропних речовин і прекурсорів Державна акредитація закладів охорони здоров'я Видача направлень на проходження атестації і експертизи цілительських здібностей Видача дозволів на право ввезення на територію України, вивезення з території України або транзиту через територію України наркотичних засобів, психотропних речовин і прекурсорів Ліцензування господарської діяльності з медичної практики Видача посвідчення про державну реєстрацію лікарських засобів |
| КМДА                                                                     | Видача державного номерного знака Вклеювання до паспорта громадянина України фотокартки при досягненні 25- і 45-річного віку Присвоєння II—III спортивних розрядів Надання архівних довідок та копій документів, які зберігаються Будівельний паспорт забудови земельної ділянки Видача довідки про участь в приватизації житла державного житлового фонду Усиновлення дитини-сироти чи дитини, позбавленої батьківського піклування Видача ліцензії на право провадження господарської діяльності з виробництва теплової енергії Видача свідоцтва на право вивезення культурних цінностей з території України Дозвіл на розміщення відходів |
| Держгірпромнагляд                                                        | Видача гірничого відводу для розробки родовищ корисних копалин Видача ліцензії на виробництво вибухових матеріалів промислового призначення Видача дозволу на виконання робіт підвищеної небезпеки Визначення уповноважених організацій у сфері проведення огляду машин |

### Проблеми системи надання адміністративних послуг
- наявність непередбачених законами видів адміністративних послуг;
- поділ адміністративної послуги на кілька платних послуг;
- перекладення обов'язків адміністративних органів із збирання довідок або погодження документів на фізичних та юридичних осіб;
- вимагання від фізичних та юридичних осіб документів, не визначених законодавством або у не передбаченій законодавством формі;
- необґрунтоване справляння плати або необґрунтовано великі розміри плати за надання окремих видів адміністративних послуг;
- встановлення в адміністративному органі графіка приймання громадян у незручний для них час;
- необґрунтовано тривалий строк надання окремих послуг;
- обмеженість доступу до інформації, необхідної для отримання адміністративних послуг;
- неналежне законодавче регулювання процедурних питань надання послуг;
- фактичне зобов'язування фізичних та юридичних осіб отримувати супутні платні послуги;
- віднесення до повноважень одного органу здійснення контролю і надання відповідних послуг;
- ставлення до фізичних та юридичних осіб як до прохачів, орієнтація не на задоволення потреб особи, а на формальне дотримання процедури.